# Johann Peter Salomon
Johann Peter Salomon (20 de febrer de 1745 [bateig] – 18 de novembre de 1815) fou un violinista, compositor, director d'orquestra i empresari musical alemany. Tot i que fou un violinista prestigiós, hui és conegut sobretot per portar Joseph Haydn a Londres i dirigir les simfonies que Haydn va compondre durant la seua estada a Anglaterra. També treballà amb Wolfgang Amadeus Mozart i Ludwig van Beethoven .

## Biografia
Johann Peter Salomon fou el segon fill de Philipp Salomon, un oboista a la cort de Bonn. Tot i que era una família jueva, fou batejat a les poques setmanes de nàixer. La seva casa natal fou a la Bonngasse 515, casualment la mateixa casa on posteriorment nasqué Beethoven. El 1758, amb tretze anys, ja era violinista de l'orquestra de l'elector Clemens August a Bonn.
Set anys més tard, Salomon feu una gira i viatjà a Berlín i Frankfurt. Després arribà a Rheinsberg, on aviat esdevingué el concertista i compositor de l'orquestra del príncep Enric de Prússia. Va compondre diverses obres per a la cort, entre elles quatre òperes i un oratori. Amb l'orquestra del príncep Enric, estrenà algunes les obres de Joseph Haydn. Es traslladà a Londres a principis de la dècada de 1780, on treballà com a compositor i tocà el violí com a solista i en un quartet de corda. El 1786 organitzà una sèrie de concerts a les Hanover Square Rooms, presentant simfonies de Haydn i Mozart.
Mentre estava a Londres, Salomon va compondre dues òperes per a la Royal Opera, lieder, diversos concerts i peces de música de cambra, encara que hui és més conegut com a organitzador i director de concerts.
El 1790 Salomon viatjà per Europa reclutar cantants d'òpera italiana. Com que el príncep Nikolaus Eszterházy havia faltat recentment, anà a posta a Viena a convéncer Haydn de viatjar a Anglaterra, cosa que feu els anys 1791–92 i 1794–95. En una sèrie de concerts que van dirigir junts a Londres, s'estrenaren nombroses obres de Haydn compostes per a l'ocasió, especialment les seues últimes dotze simfonies, també coneguides com a Simfonies de Salomon o Simfonies de Londres. També es diu que Salomon va proporcionar a Haydn el model original per al text de La creació. Fou un dels membres fundadors de la Societat Filharmònica i va dirigir l'orquestra en el seu primer concert el 8 de març de 1813.
També es creu que Salomon donà el sobrenom de Júpiter a la Simfonia núm. 41 de Wolfgang Amadeus Mozart.
Salomon va morir als 70 anys a sa casa de Westminster, com a conseqüència d'un accident a cavall que havia tingut a l'estiu de 1815. Està soterrat als claustres de l'Abadia de Westminster.

## Valoració

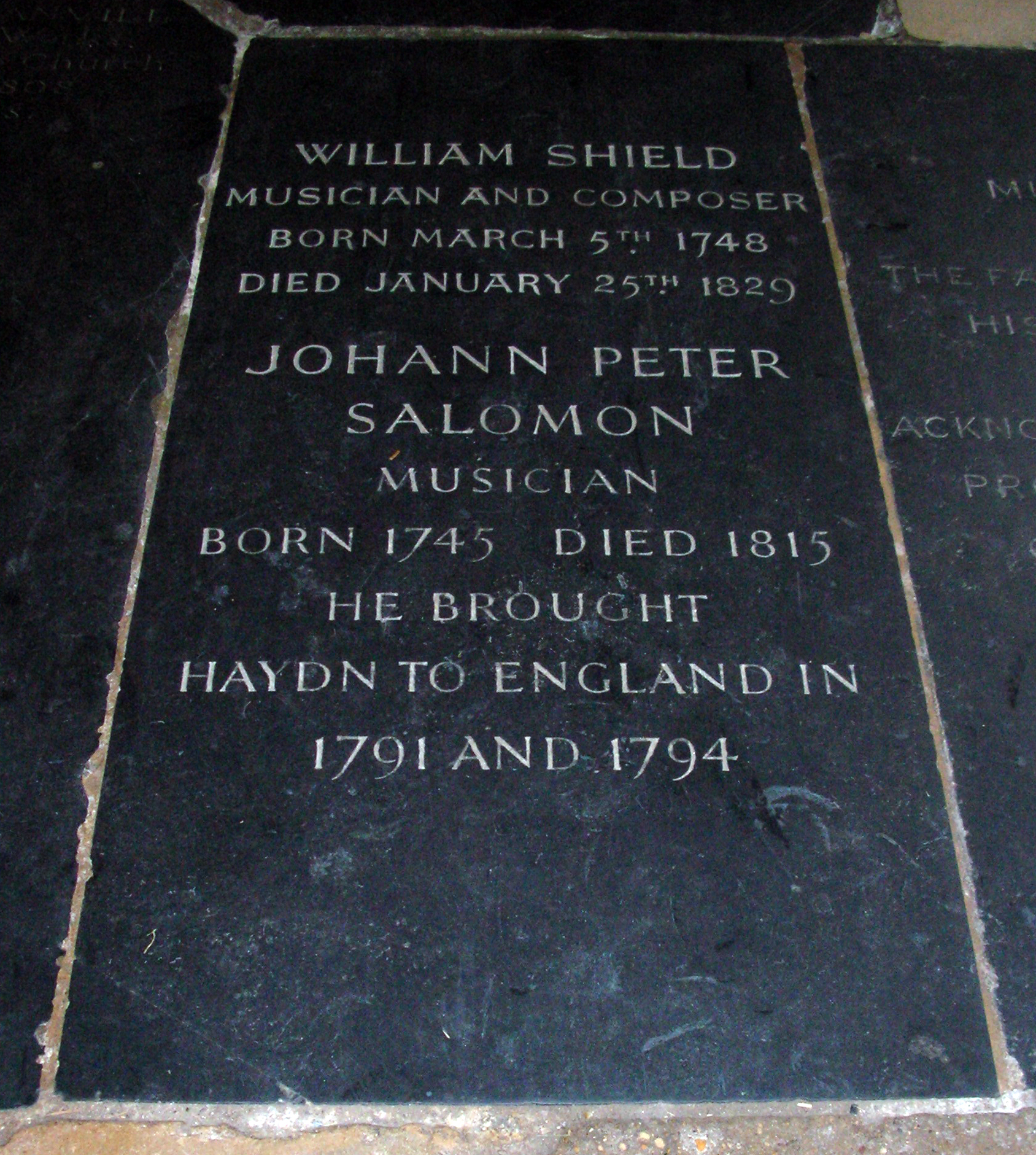
Memorial al claustre sud de l'abadia de Westminster

Salomon era molt apreciat com a violinista en els seus dies. Segons H. C. Robbins Landon, "Salomon no només era un empresari intel·ligent i sensible, també era generós, escrupolosament honest i molt eficient en qüestions empresarials". Beethoven, que coneixia a Salomon des dels seus dies a Bonn, va escriure a Ries en assabentar-se de la seua mort: "La mort de Salomó m'afligeix molt, perquè era un home noble, i el recorde des que era menut".